# شیرینی و ادویه هندی
شیرینی و ادویه هندی (به انگلیسی: India Sweets and Spices) فیلمی هندی محصول سال ۲۰۲۱ و به کارگردانی گیتا مالیک است. در این فیلم بازیگرانی همچون سوفیا تیلور علی، مانیشا کویرالا، ریش شاه و عادل حسین ایفای نقش کرده‌اند.